# Чижа-2
Чижа́-2 (каз. Шежін 2) — село в Таскалинском районе Западно-Казахстанской области Казахстана. Административный центр Чижинского сельского округа. Код КАТО — 276053100.

## География
Расположено на левом берегу реки Чижа-2 (казахское Шежiн-2). Река образуется северо-западнее аула Аманкельды от слияния рек Камысозен и Канишар, теряется в болотах юго-восточнее аула Мереке. Этимология названия: из казахского шыжыў — "неиссякаемая, постоянно текущая".

## Население
В 1999 году население села составляло 1550 человек (754 мужчины и 796 женщин). По данным переписи 2009 года, в селе проживало 1220 человек (599 мужчин и 621 женщина).

## История
Основано в 1790 г. как населенный пункт Уральского казачьего войска и изначально официально обозначалось как Калмык Чижин-Калмыцкая Чижа . Названа по реке Чижа-2-а (казахское Шежiн-2), на левом берегу которой расположено.
В XIX веке было форпостом, поселком, административным центром станицы Чижинская. После революции 1917 г. было переименовано в колхоз им. 25 Чапаевской дивизии.
В 30-е годы XX века, имело статус районного центра.
В 50-е годы в процессе укрупнения колхозов в совхозы был переименован в совхоз Чижинский.
С 1995 года носит название село Чижа-2.